# Ctimene tricinctaria
Ctimene tricinctaria is een vlinder uit de familie van de spanners (Geometridae). De wetenschappelijke naam is gepubliceerd in 1767 door Linnaeus.